# آزیاکوو
آزیاکوو (انگلیسی: Azyakovo) یک شهرک در شهرستان بورایفسکی باشقیرستان کشور روسیه است.